# Siemomysław (Kujawien)
Siemomysław von Kujawien (auch Siemomyslaus von Kujawien, polnisch Siemomysł/Ziemomysł; * 1245/1248; † 1287) war 1267–1271 und 1278–1287 Herzog von Kujawien in Inowrocław aus der Dynastie der kujawischen Piasten. Er war ein Halbbruder des späteren polnischen Königs Władysław I. Ellenlang.

## Leben

Das Wappen des Herzogtums Kujawien-Inowrocław

Siemomysław war der Sohn von Herzog Kasimir von Kujawien aus seiner Verbindung mit der schlesischen Prinzessin Konstanze von Schlesien, Tochter von Heinrich II., Herzog von Schlesien-Breslau.
Nach dem Tod des Vaters 1267 erhielt er Kujawien mit Sitz in Inowrocław. Sein Herzogtum war ein Durchzugsgebiet böhmischer Heere des Königs Ottokar II. Přemysl, der, mit dem Deutschen Orden verbündet, mit dem Ziel der Unterwerfung und Christianisierung der heidnisch-baltischen Pruzzen und Litauer ins Baltikum zog. Dies ermöglichte ihm nähere Kontakte zu den Deutschrittern und Herzog Sambor von Pommerellen, brachte ihm aber Konflikte mit dem lokalen Adel, der seiner deutschfreundlichen Politik nicht folgte (Nobilitierung und Besetzung von Staatsämtern mit deutschen Adeligen), sodass 1269 ein Aufstand unter der Führung des Bischofs Wolimir von Leslau ausbrach. Die Aufständischen fanden im Herzog Bolesław von Großpolen einen mächtigen Verbündeten, der an der Seite der kujawischen Adelsopposition die Kastellaneien von Radziejów und Kruschwitz, sowie die Burg von Bromberg einnahm. Erst die Gewährung der Immunität an den Führer des Aufstands, rettete Siemomysław vor dem politischen Absturz.
1271 ging er ein Bündnis mit seinem Schwiegervater Herzog Sambor von Pommerellen gegen dessen Neffen Mestwin II. ein. Diese Entscheidung führte zu erneuter Stärkung der Adelsopposition, die sich um Herzog Bolesław von Großpolen sammelte und schließlich zu Siemomysławs Entmachtung und Exil.
Erst ein Vertrag zwischen seinem älteren Bruder Leszek und Bolesław von Großpolen, 1278, ermöglichte ihm eine Rückkehr ins heimische Herzogtum, wobei die strittigen Kastellaneien Radziejów und Kruschwitz weiterhin bei Großpolen verblieben.
Nach dem Tod von Herzog Sambor, 1278, versuchte Siemomysław die Lage zu Pommerellen unter Mestwin zu entspannen, indem er mit ihm einen Vertrag schloss. Der Vertrag sollte eine Rückkehr der Kastellanei  Wyszogród bei Bromberg nach Mestwins Tod ermöglichen.
Kurzzeitig stand er im Bund mit seinem Bruder Leszek gegen den Deutschen Orden, die Gründe für die Verschlechterung seiner Beziehung zu den Deutschrittern sind allerdings unbekannt.
Während seiner Herrschaft wurden vielen Städten seines Reiches die Stadtrechte verliehen, darunter Gniewkowo.
Herzog Siemomysław starb 1287. Das genaue Datum und der Ort seines Todes sowie die Grablege sind unbekannt.

## Ehe und Nachkommen
Siemomysław war nur einmal verheiratet. Er ging zwischen 1268/1274 den Bund der Ehe mit Salome von Pommerellen (1257/58–1312) ein, Tochter von Herzog Sambor II. von Pommerellen. Aus dieser Verbindung entsprangen mehrere Söhne und Töchter:
- Leszek (1275–1340), Herzog von Kujawien in Inowrocław und Gniewkowo;
- Przemysł (1278–1338/39), Herzog von Kujawien in Inowrocław und Gniewkowo und von Sieradz;
- Kasimir (1280/87–1347/50), Herzog von Kujawien in Inowrocław und Gniewkowo;
- Fenena (1268/1277–1295), als Gattin von König Andreas III. durch Heirat Königin von Ungarn;
- Konstanze von Kujawien (1268/1274–1331), Nonne im Zisterzienserkloster von Trebnitz, später Äbtissin des Klosters;